# Paramimistena enterolobii
Paramimistena enterolobii là một loài bọ cánh cứng trong họ Cerambycidae.